# دون هارمون
دون هارمون (بالإنجليزية: Don Harmon)‏ هو سياسي أمريكي، ولد في 26 نوفمبر 1966 في أوك بارك في الولايات المتحدة. حزبياً، نشط في الحزب الديمقراطي.